# Ралли США 1973
Ралли США 1973 года (официально 25th Press-on-Regardless Rally, Ралли Независимой Прессы) — одиннадцатый этап чемпионата мира по ралли 1973 года, проходивший с 31 октября по 4 ноября. Этап проходил на гравийном покрытии и общая протяженность гоночной дистанции составила 552 км и была разделена на 85 спецучастков (шесть СУ позднее были отменены).
Ралли Независимой Прессы выделялось в ряду остальных этапов чемпионата мира тем, что в нём не принимали участия ведущие раллисты мирового первенства и в итоге соревновались между собой в основном только американские и канадские гонщики, которые при этом в свою очередь не участвовали в других ралли чемпионата. Свою единственную победу на международном уровне таким образом одержал канадец Уолтер Бойс, а американцы Джеймс Уолкер и Джон Смискол единожды побывали на пьедестале почёта. Четвёртым финишировал Джон Баффум, самый успешный американский раллист второй половины 1970-х и 1980-х годов. Всего до финиша добралось 23 экипажа и из них шестнадцать были представителями США, три — Канады, три — Польши и один смешанный немецко-американский состав.
Похожая картина наблюдалась и среди автопроизводителей: Alpine Renault и Fiat, которые доминировали по ходу сезона, не поехали на американское ралли и такие компании как Toyota, Volvo, Datsun, Ford и Polski Fiat смогли набрать хорошие очки. И если остальные команды в течение сезона демонстрировали хорошие результаты на отдельных гонках, то для Toyota победа в США стала единственным крупным успехом в 1973 году и первой для этой марки в рамках чемпионата мира.

## Положение в чемпионате
Зачёт производителей
|   | Место | Производитель  | Очки |
| - | ----- | -------------- | ---- |
|   | 1     | Alpine Renault | 127  |
|   | 2     | Fiat           | 90   |
| 1 | 3     | / Ford         | 46   |
| 1 | 4     | Saab           | 42   |
| 3 | 5     | Datsun         | 34   |
| 3 | 6     | Volvo          | 34   |
| 2 | 7     | Citroën        | 33   |
| 8 | 8     | Toyota         | 25   |
| 3 | 9     | BMW            | 24   |
| 3 | 10    | Porsche        | 24   |